# Præstø Kirke
Præstø Kirke er en kirke i den nordøstlige ende af byen Præstø i Vordingborg Kommune.
I 1821 var N.F.S. Grundtvig sognepræst i kirken. I denne periode boede han i det, som er blevet kendt som Grundtvigs Hus.
Umiddelbart nordøst for kirkegården findes Hotel Frederiksminde.

## Billedgalleri
- Prædikestolen
- Altertavlen
- Døbefonden